# 울주 검단리 유적
울주 검단리 유적(蔚州檢丹里遺蹟)은 울산광역시 울주군 웅촌면 검단리에 있는 청동기시대 전기의 환호(環濠) 유적이다. 1990년 8월 21일에 사적 제332호로 지정되었다.
1990년에 실시된 부산대학교박물관 조사팀의 발굴조사 결과 환호 1기(基), 환호 안쪽에서 집터 93기, 수혈(竪穴) 3기, 가마터 2기, 고인돌 3기 등의 중요 유적과 석촉, 돌칼 등 49점의 석기와 민무늬토기(無文土器)등 422점의 유물이 출토되어 이곳이 기원전 4세기 무렵 청동기시대 전기의 중요한 유적으로 밝혀졌다.

## 개요
이 유적은 청동기시대의 대규모 집단 마을터로서 낮은 구릉의 비탈면에 위치한다.
마을 둘레에 못(환호)을 파 놓았는데, 이것은 당시 마을의 방위개념을 보여주는 자료로 우리나라에서 처음으로 확인된 것이다. ‘V’형태로 판 이 못은 현재 길이가 약 300m, 너비 50∼200cm, 깊이 20∼150cm 정도이며, 이전에는 더 깊고 넓었을 것으로 보인다. 집자리와 움집터가 확인되었고 다양한 토기류와 석기류, 가락바퀴(방추차), 그물추 등 약 400여 점의 유물이 출토되었다.
마을의 개념을 나타내는 못의 발견, 각종 유물들로 인해 당시의 생활상을 살필 수 있어 중요하며 청동기시대 연구에도 큰 역할을 하는 가치있는 곳이다.

## 참고 자료
- 문화재 정보센터 - 사적 제332호 울주 검단리 유적[깨진 링크(과거 내용 찾기)]